# Радієвська Антоніна Анатоліївна
Радієвська Антоніна Анатоліївна (Васильєва) (нар. Харків) — українська артистка балету, хореограф, художня керівниця балетної трупи, солістка балету Харківського національного академічного театру опери та балету імені Миколи Лисенка, кандидат педагогічних наук (2015), Заслужена артистка України (2016).

## Біографія
Навчалася у Харківській дитячій балетній школі у 1989—1997 роках. Закінчила хореографічне відділення Харківського училища культури у 2001 році (клас  С. Коливанової і Т. Попеску). Вищу освіту здобула на факультеті хореографічного мистецтва Харківської державної академії культури. У 2006 році отримала диплом фахівця класичної хореографії, закінчила магістратуру факультету хореографічного мистецтва Харківської державної академії культури. У 2008 році отримала диплом магістра хореографії.
У 2015 році захистила кандидатську дисертацію «Педагогічні умови розвитку творчих здібностей учнів молодших класів у ліцеї мистецтв» (наук. керівник — Смирнова Тетяна Анатоліївна). Отримала вчений ступінь кандидата педагогічних наук у Харківському національному педагогічному університеті ім. Г. С. Сковороди (2015).
У 1998 році, ще студенткою другого курсу Харківського училища культури, прийнята на роботу в балетну трупу Харківського академічного театру опери і балету ім. М. В. Лисенка. Зараз артистка — провідна солістка балету, майстер сцени, художній керівник балетної трупи.
Упродовж 2004—2010 років працювала також як балетмейстер-постановник арт-групи «BRANCHES» при Харківському ліцеї мистецтв № 133.
У репертуарі прими — більшість провідних партій як в класичних, так і в модерних балетах Схід Опера. Вона втілила на сцені безліч яскравих образів - від ніжних і романтичних до пристрасних і драматичних. А ще Антоніна також є балетмейстеркою-постановницею, готовою до експериментів і нетривіальних творчих рішень. Її балет-пророцтво «Містерії Пандори» на музику Вагнера здобув визнання та любов харківської публіки, а також був із захватом прийнятий глядачами під час гуманітарного туру «Європейський шлях».

## Основні ролі
- Жізель («Жізель» А. Адана);
- Гюльнара («Корсар» А. Адана)
- Птиця Рух («Тисяча та одна ніч» Ф. Амірова);
- Марія («Привал кавалерії» І. Армсгеймера);
- Кармен («Кармен-сюїта» Ж. Бізе–Р. Щедрін)
- Дівчина («Видіння троянди» К-М. Вебера);
- Вакханка («Вальпургієва ніч» Ш. Гуно);
- Сванільда («Коппелія» Л. Деліба);
- Гамзатті («Баядерка» Л. Мінкуса);
- Кітрі («Дон Кіхот» Л. Мінкуса);
- Пахіта («Пахіта» Л. Мінкуса);
- Білосніжка («Білосніжка та сім гномів» Б. Павловського);
- Попелюшка («Попелюшка» С. Прокоф'єва);
- Джульєтта («Ромео і Джульєтта» С. Прокоф'єва)
- Жар-птиця  («Жар-птиця» І. Стравінського);
- Балеринка («Петрушка» І. Стравінського);
- Валерія («Спартак» А. Хачатуряна)
- Одетта-Оділія («Лебедине озеро» П. Чайковського);
- Принцеса Маша («Лускунчик» П. Чайковського);
- Принцеса Аврора, принцеса Флорина, Фея Безтурботності, Фея Діамантів («Спляча красуня» П. Чайковського);
- Панночка («Панночка та хуліган» Д. Шостаковича);
- Сінді («Попелюшка» Й. Штрауса);
- Цар-дівиця («Горбоконик» Р. Щедріна)[4];
- Есмеральда («Собор Паризької Богоматері» Ц. Пуні);
- па-де-де з балету «Венеціанський карнавал»;
- хореографічний номер «Весняні води» за С. Рахманіновим.

## Робота балетмейстера
- 2024 — балет «Драконячі пісні»[5][6][7][8],
- 2020 — казка-балет «Горбоконик»[9],

- 2020 — хореографічне оформлення номера «Палладіо» у постановці Схід Опера «Рок-хіти»,
- 2018 — хореографічне оформлення номерів на музику Ф. Синатри у постановці Схід Опера «Hello musical»,
- 2018 — створення лібрето і постановка двохактного балету «Містерії Пандори» на музику Р. Вагнера,
- 2017 — хореографічна постановка на сцені ХНАТОБ ім. М. В. Лисенка / Схід Опера та режисерська концепція концертів «Ніч в опері» («Магія душі балету в кришталевих туфельках»),
- 2015 — хореографічне оформлення на сцені ХНАТОБ ім. М. В. Лисенка / Схід Опера концерту з циклу «Ніч в опері»,
- 2014 — постановка хореографічного проєкту з Молодіжним академічним симфонічним оркестром «Слобожанський» — оперно-балетної новели «Глорія Кармен»,
- 2012 — постановка на сцені ХНАТОБ ім. М. В. Лисенка / Схід Опера хореографічного номера «Життя в ритмі танго» до ювілейного концерту Харківського училища культури;
- 2010 — постановка на сцені ХНАТОБ ім. М. В. Лисенка / Схід Опера хореографічного номера «Присвячення» до ювілейного концерту Харківського училища культури,
- 2006 — постановка номера «Божество і натхнення» арт-групи «BRANCHES».

## Нагороди та відзнаки
- 2020 — Подяка від Міністерства культури України;
- 2019 — Почесна грамота Харківської міської ради та відзнака від Міністерства культури України за багаторічну плідну працю в галузі культури;
- 2019 — «Премія у галузі образотворчого мистецтва і сценографії» за створення яскравого лібрето на сюжет міфу про чарівну Пандору у балеті «Містерії Пандори» на музику Р. Вагнера.
- 2016 — Почесне звання «Заслужена артистка України»
- 2015 — Почесна грамота Харківської обласної адміністрації;
- 2012 — Грамота-подяка оргкомітету Міжнародного фестивалю-конкурсу творчих колективів «Серце Криму», як голові журі Міжнародного фестивалю-конкурсу творчих колективів «Серце Криму»;
- 2011 — диплом за професійне суддівство на Міжнародному фестивалі-конкурсі творчих колективів «Серце Криму»;
- 2011 — Грамота Харківського міжобласного відділення Національної спілки театральних діячів України за внесок у розвиток національного театрального мистецтва і високий професіоналізм;
- 2008 — перше місце на міжнародному фестивалі в Італії «DO-RE-MI» (за балетмейстерську роботу);
- 2007 — Гран-прі на міжнародному конкурсі «Ялтинський берег» (за балетмейстерську роботу);
- 2006 — дипломант Харківського обласного фестивалю танцювальних колективів (за балетмейстерську роботу);
- 2002—2003 — лауреат державної премії ім. П. Вірського в номінації «Обдарована творча молодь м. Харкова»;
- 1998 — дипломант Міжнародного дитячо-юнацького конкурсу «Фуете Артеку»;
- 1996 — Лауреат ІІІ премії конкурсу балету «Кришталева туфелька»;
- 1995 — дипломант конкурсу балету «Кришталева туфелька».